# Mazda 121
O nome Mazda 121 foi usado em uma série de vários automóveis fabricados pela Mazda exclusivamente para o mercado de exportação, de 1975 a 2002.
- 1975-1981 - Algumas variantes da segunda geração do Mazda Cosmo foram denominados Mazda 121.
- 1988-1991 - Primeira geração do Ford Festiva (em mercados onde o Ford Fiesta foi vendido). foi denominado Mazda 121.
- 1991-1998 - Autozam Revue sedã sub-compacto de quatro portas, foi denominado Mazda 121.
- 1996-2002 - Primeira geração do Mazda Demio (em países onde o 121 baseado no Fiesta não foi vendido) foi denominado Mazda 121.
- 1996-2001 - Ford Fiesta da quarta geração que foi vendido como um Badge Engineering em alguns países da Europa recebeu a denominação Mazda 121.

## Galeria

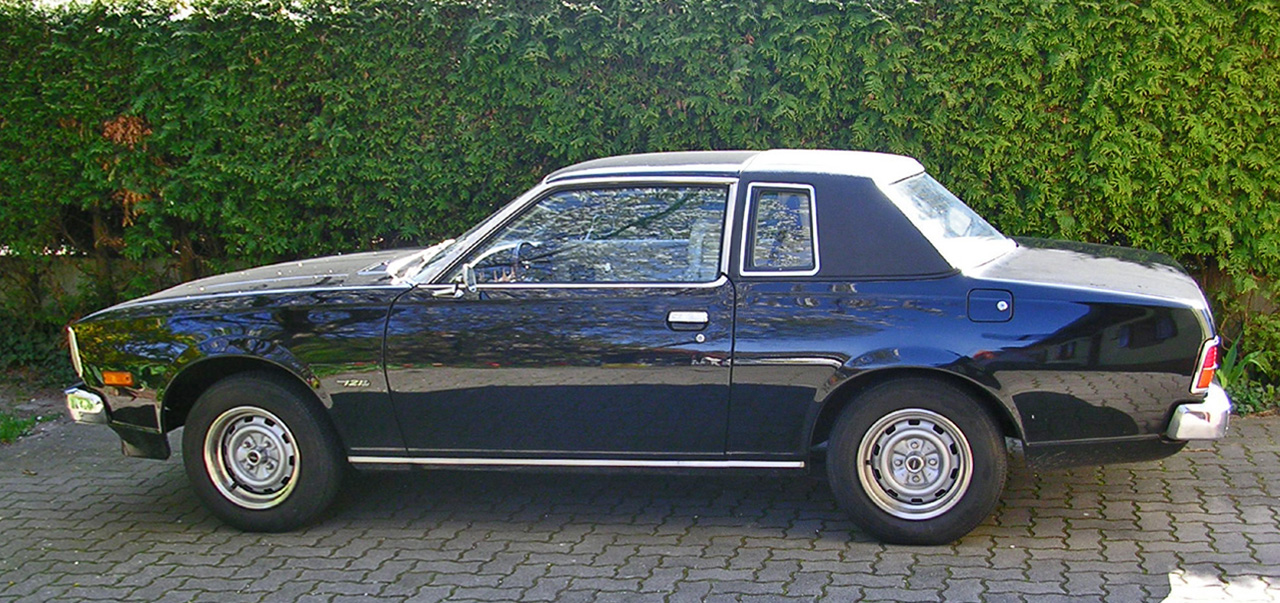
Mazda 121 (1975-1981) Artigo principal: Mazda Cosmo
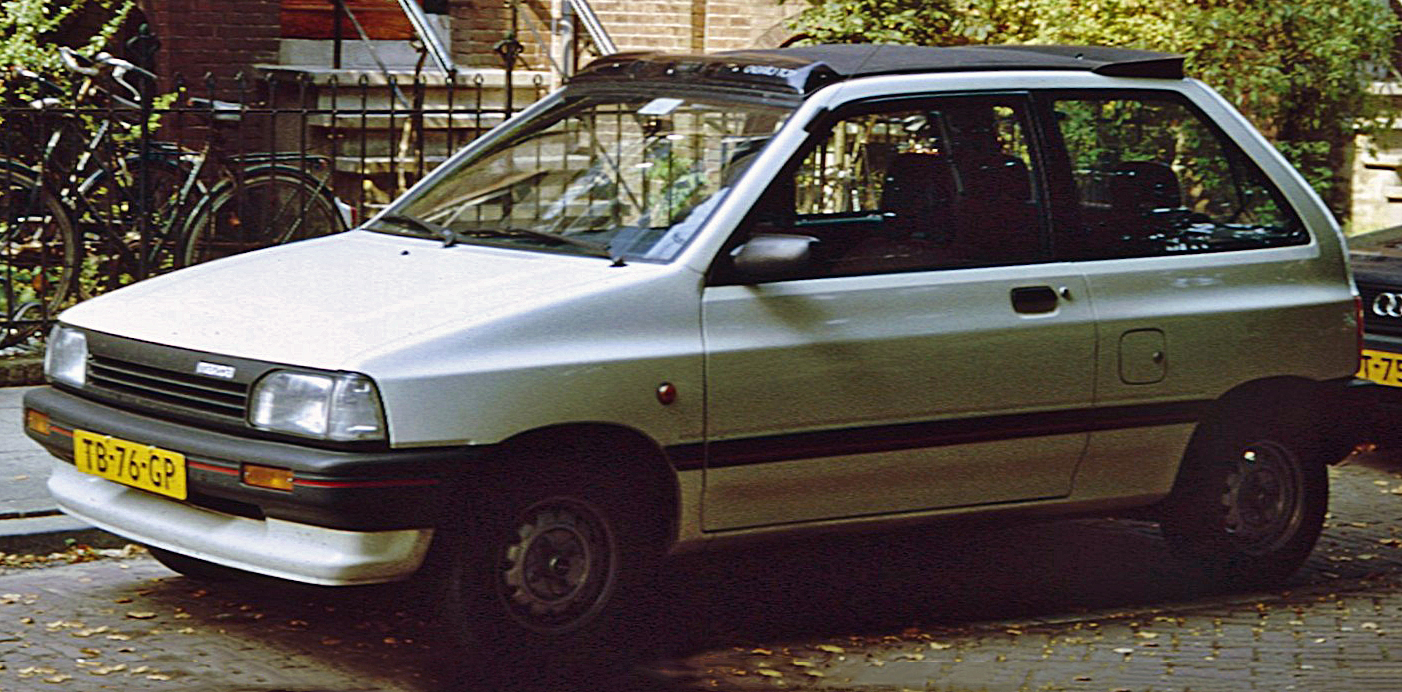
Mazda 121 (DA) (1988-1991) Artigo principal: Ford Festiva
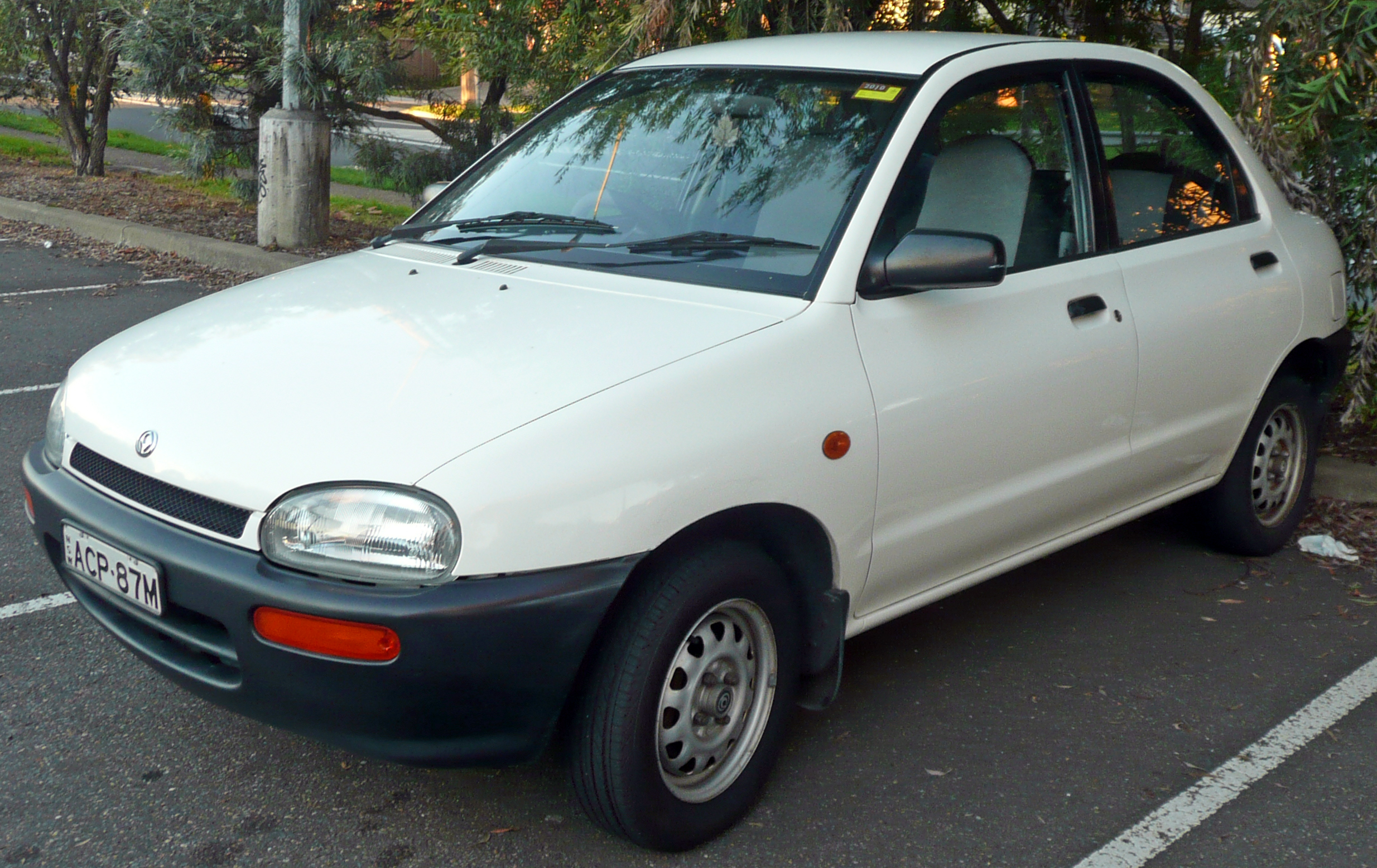
Mazda 121 (DB) (1991-1998) Artigo principal: Autozam Revue
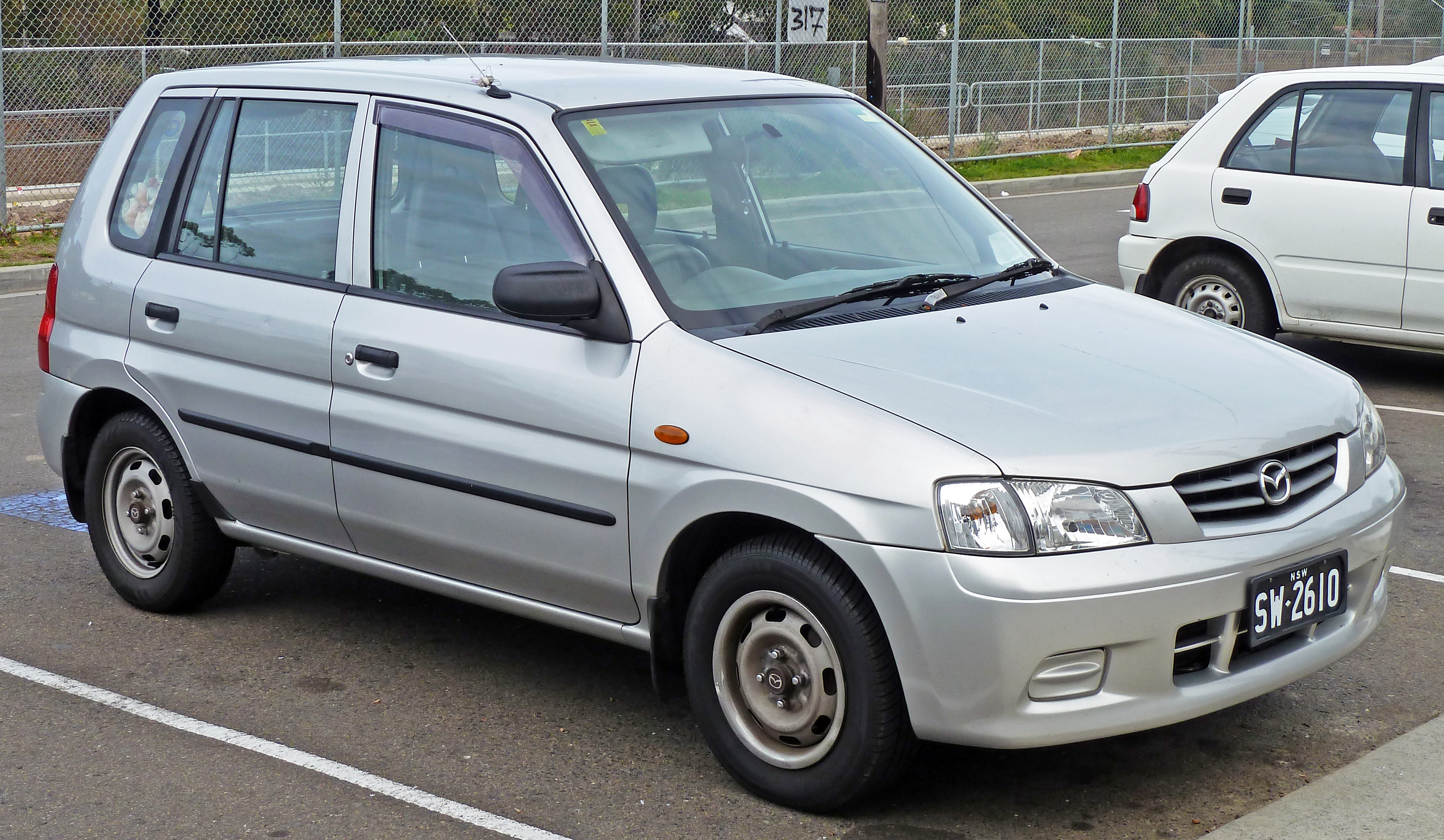
Mazda 121 (DW) (1996-2002) Artigo principal: Mazda Demio
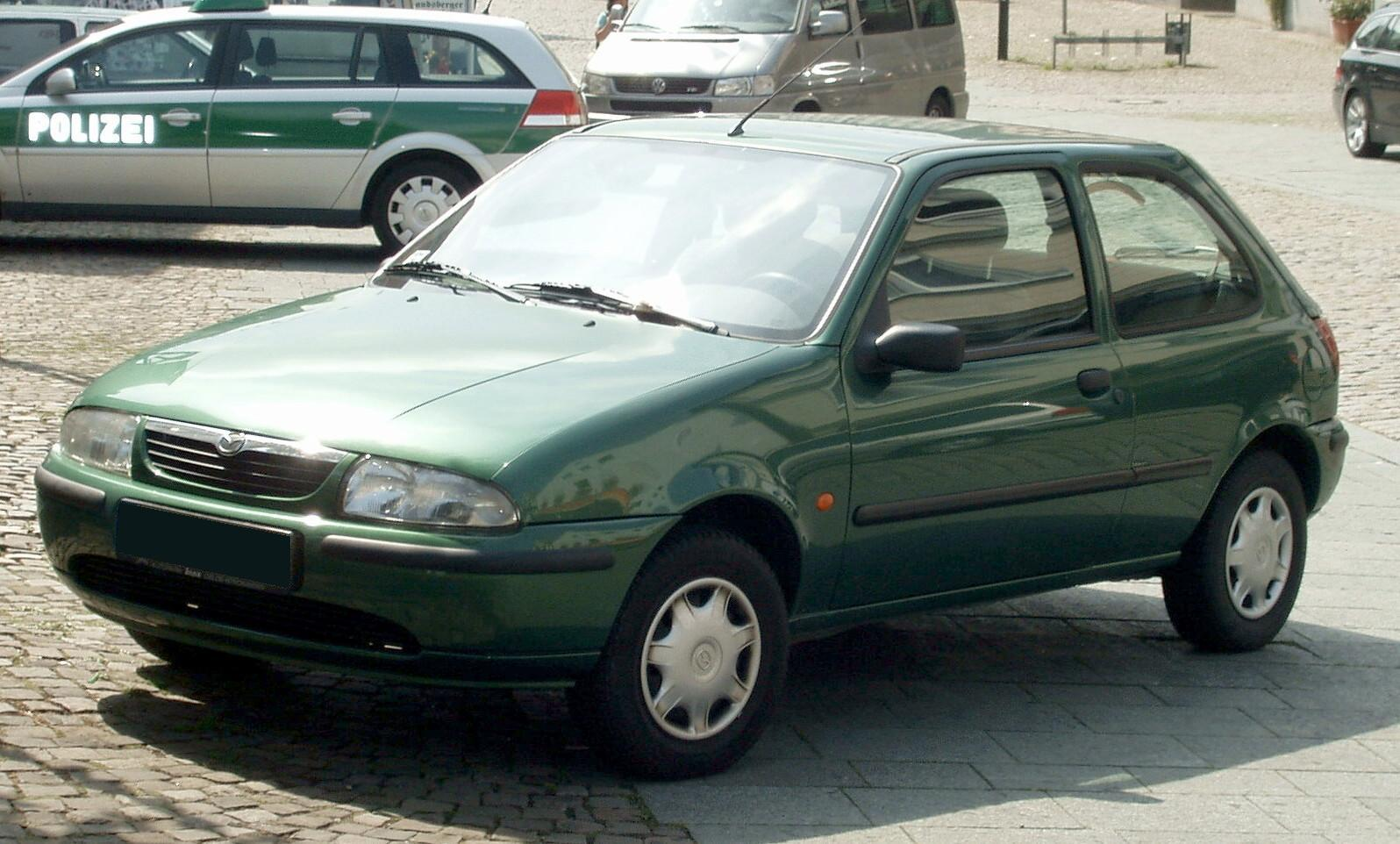
Mazda 121 (1996-2002) Artigo principal: Ford Fiesta
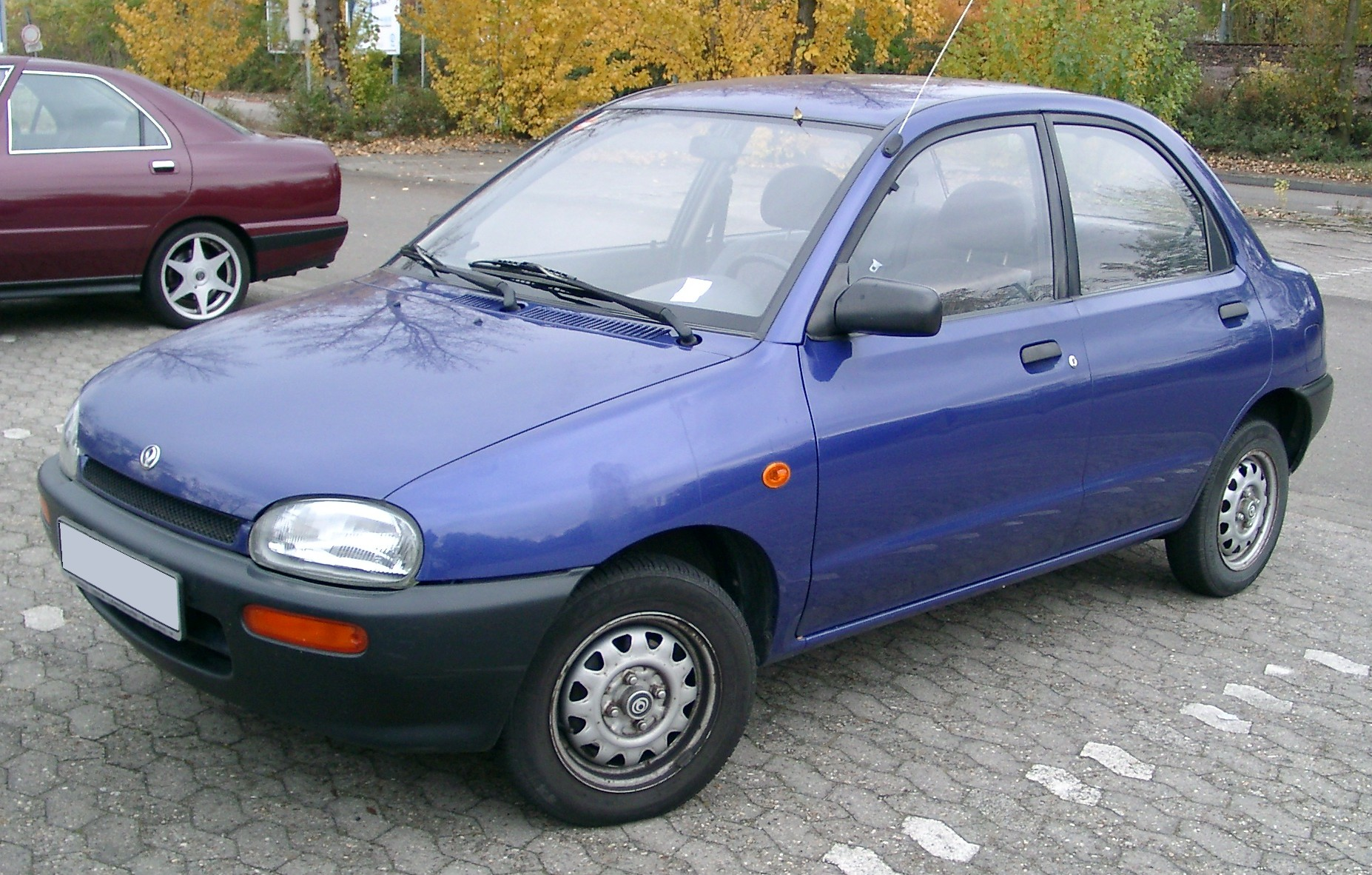
Mazda 121 de 2007 baseado no Ford Fiesta